# Mistrzostwa Świata w Łyżwiarstwie Szybkim w Wieloboju Kobiet 1933
Mistrzostwa Świata w Łyżwiarstwie Szybkim w Wieloboju Kobiet 1933 były 1. nieoficjalną edycją MŚ w łyżwiarstwie szybkim w wieloboju kobiet. Zawody odbywały się na Stadionie Frogner (Oslo) w dniach 5–6 lutego 1933. Złoto zdobyła Austriaczka – Liselotte Landbeck.

## Wyniki zawodów
| Poz. | Zawodniczka        | Narodowość        | Pkt     | 1000 m      | 500 m       | 1500 m      |
| ---- | ------------------ | ----------------- | ------- | ----------- | ----------- | ----------- |
|      | Liselotte Landbeck | Austria           | 167,183 | 1.50, 5 (1) | 52,2 (1)    | 2.59,2 (2)  |
|      | Synnøve Lie        | Norwegia          | 169,067 | 1.51,2 (4)  | 53,9 (3)    | 2.58,7 (1)  |
|      | Helen Bina         | Stany Zjednoczone | 169,200 | 1.50,6 (2)  | 53,8 (2)    | 3.00,3 (3)  |
| 4    | Aslaug Ås          | Norwegia          | 181,550 | 1.58,5 (5)  | 58,3 (5)    | 3.12,0 (5)  |
| 5    | Bera Løvstad       | Norwegia          | 181,583 | 1.58,7 (6)  | 58,4 (6)    | 3.11,5 (4)  |
| 6    | Jane Bjerke        | Norwegia          | 182,817 | 2.00,3 (7)  | 58,1 (4)    | 3.13,7 (6)  |
| 7    | Kate Andersen      | Norwegia          | 189,883 | 2.07,1 (8)  | 1.07,7 (8)  | 3.13,9 (7)  |
| 8    | Berghild Aasesn    | Norwegia          | 194,467 | 2.08,2 (9)  | 1.01,0 (7)  | 3.28,1 (8)  |
| 9    | Ella Berntsen      | Norwegia          | 203,633 | 2.13,8 (10) | 1.05,3 (9)  | 3.34,3 (9)  |
| 10   | Margit Lauritsen   | Norwegia          | 243,067 | 2.32,4 (11) | 1.24,2*(10) | 4.08,0 (10) |
| NS   | Undis Blikken      | Norwegia          | 55.500  | 1.51,0 (3)  | NS          | –           |

Legenda:

NS – nie została sklasyfikowana

## Medale za poszczególne dystanse
| Dystans |                    |                    |               |
| ------- | ------------------ | ------------------ | ------------- |
| 1000 m  | Liselotte Landbeck | Helen Bina         | Undis Blikken |
| 500 m   | Liselotte Landbeck | Helen Bina         | Synnøve Lie   |
| 1500 m  | Synnøve Lie        | Liselotte Landbeck | Helen Bina    |